# Mohamed Lahna
Mohamed Lahna (11 de marzo de 1982) es un deportista marroquí, nacionalizado estadounidense, que compitió en triatlón adaptado. Ganó dos medallas en los Juegos Paralímpicos de Verano, bronce en Río de Janeiro 2016 y plata en París 2024.

## Palmarés internacional
| Representando a Marruecos      |                         |                   |        |
| Juegos Paralímpicos            |                         |                   |        |
| Año                            | Lugar                   | Medalla           | Prueba |
| 2016                           | Río de Janeiro (Brasil) | Medalla de bronce | PT2    |
| Representando a Estados Unidos |                         |                   |        |
| Juegos Paralímpicos            |                         |                   |        |
| Año                            | Lugar                   | Medalla           | Prueba |
| 2024                           | París (Francia)         | Medalla de plata  | PTS2   |